# Konstantinos Nazis
Konstantinos Nazis er en græsk sanger der har udgivet flere hit-singler i Grækenland. 

## Karriere
Nazis har medvirket på Knock Out's "Otan Ponao Do Glentao" men har også selv udgivet singler som f.eks. "Thelo Ta Dika Sou Ta Filia" som i december 2016 havde mere end 8 mio. views på YouTube. Derudover har han også udgivet "Se Ola Nai" og senest "Egkefalika."
Til trods for at det først er i 2016 han for alvor er blevet et kendt ansigt på den græske musikscene, har han tidligere deltaget i det græske X-factor. Her afsluttede han på en 7. plads og blev altså ikke en finalist, men nåede at være med i live-showene.